# عد (رياضيات)

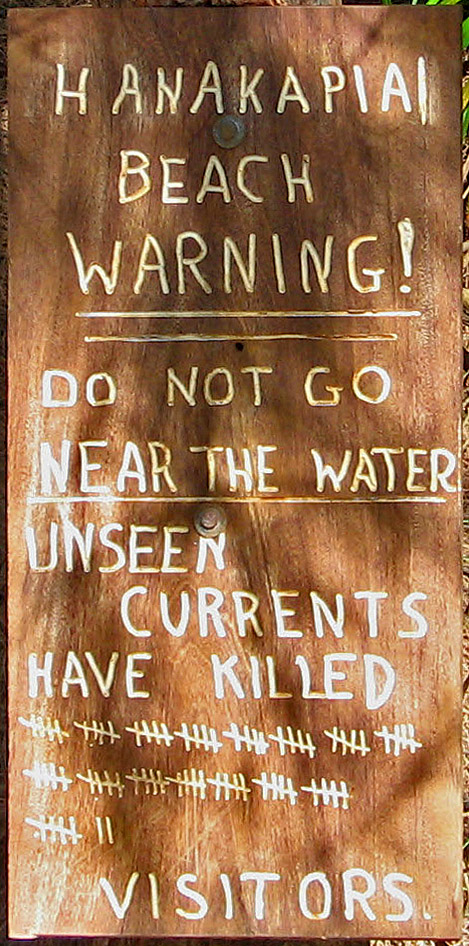

العد عملية في الرياضيات هي العملية التي يتم فيها زيادة أو إنقاص واحد بشكل متكرر من أجل إيجاد عدد أشياء معينة بدءاً من العدد واحد للشيء الأول والاستمرار بزيادة واحد لكل شيء على شكل تابع مقابل حتى نهاية عد كامل الأشياء.
يستخدم العد أيضاً من قبل الأطفال الصغار لتعلم أسماء الأعداد وذلك بتكرارها بشكل تسلسلي.
من الممكن العد أيضاً بأساس أكبر من واحد، مثل العد باستخدام الرقم اثنين على الشكل (...,2,4,6,8) أو الرقم خمسة على الشكل (...,5,10,15,20).